# Fevillea
Fevillea là một chi thực vật có hoa trong họ Cucurbitaceae, được Carl Linnaeus mô tả khoa học lần đầu tiên năm 1753.
Tên chi được đặt để vinh danh nhà thực vật học người Pháp Louis Éconches Feuillée (1660-1732).

## Các loài
Chi Fevillea gồm 8 loài sinh sống trong khu vực nhiệt đới châu Mỹ:
- Fevillea anomalosperma M.Nee, 2009: Bolivia.
- Fevillea bahiensis G.L.Rob. & Wunderlin, 2005: Brasil (Bahia).
- Fevillea cordifolia L., 1753: Bolivia, bắc Brasil, quần đảo Cayman, Colombia, Costa Rica, Cuba, Cộng hòa Dominica, Ecuador, Guiana thộc Pháp, Guatemala, Haiti, Jamaica, quần đảo Leeward, tây nam Mexico, Nicaragua, Panama, Peru, Puerto Rico, Trinidad và Tobago, Venezuela, quần đảo Windward.
- Fevillea narae A.Estrada & D.Santam., 2010: Costa Rica.
- Fevillea passiflora Vell., 1831: Brasil. Loài này đôi khi được tách để thành lập chi Anisosperma đơn loài (Anisosperma passiflora).
- Fevillea pedatifolia (Cogn.) C.Jeffrey, 1962: Bolivia, bắc Brasil, Colombia, Ecuador, Peru.
- Fevillea pergamentacea (Kuntze) Cogn., 1916: Bolivia, Colombia, Ecuador, Peru.
- Fevillea trilobata L., 1753: Đông bắc Argentina, Brasil (trừ tây bắc), Paraguay.

## Lưu ý
Feuilleea L. ex Kuntze, 1891 = Inga Mill., 1754